# Monotoca
Monotoca je rod zahrnující 17 druhů keřovitě rostoucích rostlin zahrnutých v čeledi vřesovcovité. Rod je v Austrálii endemický.

## Druhy
- Monotoca billawinica Albr.
- Monotoca elliptica (Sm.) R.Br.
- Monotoca empetrifolia R.Br.
- Monotoca glauca (Labill.) Druce
- Monotoca ledifolia A.Cunn. ex DC.
- Monotoca leucantha E.Pritz.
- Monotoca linifolia (Rodway) W.M.Curtis
- Monotoca oligarrhenoides F.Muell.
- Monotoca oreophila Albr.
- Monotoca rotundifolia J.H.Willis
- Monotoca scoparia (Sm.) R.Br.
- Monotoca submutica (Benth.) Jarman